# Casper the Friendly Ghost
Casper the Friendly Ghost (en español: Casper, el fantasma bueno o Gasparín el fantasma amigable en Hispanoamérica) es un personaje principal de literatura infantil y de una serie animada de Famous Studios. Casper es un fantasma tamaño infantil que no está interesado en asustar a la gente, sino más bien en hacer amigos. Por ser un fantasma, a pesar de que no intenta asustar, las personas le temen y por eso se le hace difícil entablar amistades.

## Historia
Casper fue creado a finales de la década de 1930 por Seymour Reit y Joe Oriolo. Ambos vendieron los derechos de Casper a Famous Studios por 200 dólares.
El 16 de noviembre de 1945, Casper apareció por primera vez en dibujo animado cuando se estrenó The Friendly Ghost, el undécimo episodio de la serie antológica Noveltoons producida por Famous Studios. Posteriormente Casper reaparece protagonizando dos episodios más de la serie animada: There's Good Boos To-Night en 1948 y A Haunting We Will Go en 1949. 
En 1950 comienza la serie animada Casper el fantasma amigable que duraría hasta 1959.
Casper fue publicado también en forma de historieta, primero por St. John Publications (en 1949) y luego por Harvey Comics a partir de 1952. 
En 1959, Alfred Harvey, fundador de Harvey Comics, compró los derechos de Casper. Una nueva serie animada de Casper titulada The New Casper Cartoon Show fue difundida por ABC desde 1963 hasta 1969. Las caricaturas originales de Casper se sindicaron bajo el título de Harveytoons (al principio fueron reempaquetadas como Casper and Company) en 1963 y se publicaron continuamente hasta mediados de los 90. Casper se ha mantenido popular por medio de retransmisiones y venta de mercancías, Hanna-Barbera produjo la serie de dibujos animados Gasparín y los ángeles en el otoño de 1979, y también dos especiales festivos, Casper's Halloween Special (también conocido como Casper Saves Halloween) y Casper's First Christmas (donde el personaje compartió escenario con el Oso Yogui, Huckleberry Hound, El León Melquíades, Tiro Loco McGraw, Canuto y Canito), todo emitido por la cadena NBC. En la versión de NBC apareció un gran fantasma llamado Hairy Scary (conocido como Fantasmón en Latinoamérica) y ninguno de los coprotagonistas originales del mundo de Casper apareció en esta serie.
En 1989, Jeffrey A. Montgomery, el propietario de HMH Communications adquirió Harvey Comics y todas sus propiedades, incluyendo los derechos de Casper. En 1990 procedió a relanzar los cortos animados clásicos de Casper junto al resto de los personajes de Harvey: Baby Huey, Buzzy el cuervo, Little Audrey, y Herman y Katnip, bajo el título Casper and Friends.
En 1995 Universal Studios creó el largometraje Casper en la que se combina la presencia de actores reales y de imágenes hechas con animación por computadora. Dos nuevas películas derivadas de Casper son Casper, la primera aventura (1997) y Casper y la mágica Wendy (1998).
Otra serie animada de Casper, The Spooktacular New Adventures of Casper, fue creada por Amblin Entertainment y Universal Cartoon Studios en 1996.
También se hicieron dos películas totalmente animadas por computadora: Casper's Haunted Christmas (2000) y La escuela del terror de Casper (2006). De este último largometraje se derivó la serie animada del mismo nombre que salió al aire en 2009.
En 2001, la empresa Classic Media  adquirió de Harvey Entertainment los derechos sobre Casper y otros personajes.
En 2009 se publicó Casper and the Spectrals, una nueva historieta por Arden Entertainment.
En 2012, Classic Media fue adquirida por DreamWorks Animation, compañía que luego fue adquirida por NBCUniversal en 2016, y por lo tanto, Universal Studios, el productor original de la película con actores reales, ahora administra los derechos del personaje y otros personajes relacionados, además de recuperar los derechos de Casper's Haunted Christmas (que Universal lanzó originalmente a finales de 2000).

## Lista de cómics
- Casper: The Friendly Ghost (1949) (St. Johns Publishing Co.)
- Casper: The Friendly Ghost (1952) (Harvey)
- Spooky (1955) (Harvey)
- Casper the Friendly Ghost (1955) (Associated Newspapers)
- Harvey Hits Magazine (1957) (Harvey)
- Casper: The Friendly Ghost (1958) (Harvey)
- Casper's Ghostland (1958) (Harvey)
- Wendy: The Good Little Witch (1960) (Harvey)
- Richie Rich (1960) (Harvey)
- Spooky Spooktown (1961) (Harvey)
- Wendy Witch World (1961) (Harvey)
- Tuff Ghosts Starring Spooky (1962) (Harvey)
- TV Casper and Company (1963) (Harvey)
- Nightmare & Casper (1963) (Harvey)
- Casper and Nightmare (1964) (Harvey)
- Astro Comics (1968) (Harvey)
- Spooky Haunted House (1972) (Harvey)
- Casper and the Ghostly Trio (1972) (Harvey)
- Casper and Wendy (1972) (Harvey)
- Casper and Spooky (1972) (Harvey)
- Casper Space Ship (1972) (Harvey)
- Casper in Space (1973) (Harvey)
- Casper Strange Ghost Stories (1974) (Harvey)
- Richie Rich & Casper (1974) (Harvey)
- Friendly Ghost, Casper (1986) (Harvey)
- Casper and... (1987) (Harvey)
- Casper the Friendly Ghost (1991) (Harvey)
- Casper and Friends (1991) (Harvey)
- Casper and the Spectrals (2009) (Ardeen Entertainment)
- Casper's Scare School (2011) (Ape Entertainment)
- Casper & Wendy (2020)(American Mythology & Dreamworks) Escrito por S.A. Check y Pat Shand. Ilustrado por Jeff Scherer y Fernando Gabriel Sosa.